# Viktor Butenko
Viktor Aleksandrovič Butenko (in russo Виктор Александрович Бутенко?; 10 marzo 1993) è un discobolo russo, finalista ai mondiali di Mosca 2013.

## Palmarès
| Anno                                                | Manifestazione    | Sede       | Evento           | Risultato | Prestazione | Note |
| --------------------------------------------------- | ----------------- | ---------- | ---------------- | --------- | ----------- | ---- |
| In rappresentanza della Russia                      |                   |            |                  |           |             |      |
| 2011                                                | Europei juniores  | Tallinn    | Lancio del disco | 6º        | 58,45 m     |      |
| 2012                                                | Mondiali juniores | Barcellona | Lancio del disco | 4º        | 61,48 m     |      |
| 2013                                                | Europei under 23  | Tampere    | Lancio del disco | Argento   | 62,27 m     |      |
| 2013                                                | Mondiali          | Mosca      | Lancio del disco | 8º        | 63,38 m     |      |
| 2014                                                | Europei           | Zurigo     | Lancio del disco | 5º        | 62,80 m     |      |
| In rappresentanza degli Atleti Neutrali Autorizzati |                   |            |                  |           |             |      |
| 2017                                                | Mondiali          | Londra     | Lancio del disco | 23º (q)   | 59,29 m     |      |
| 2018                                                | Europei           | Berlino    | Lancio del disco | 9º        | 62,24 m     |      |

## Altre competizioni internazionali
2014
- Oro in Coppa Europa invernale di lanci ( Leiria), lancio del disco - 64,38 m
- 8º al Hallesche Halplus Werfertage ( Halle), lancio del disco - 65,50 m
- Bronzo al Golden Gala ( Roma), lancio del disco - 64,87 m
- 8º all'IWC Meeting ( Hengelo), lancio del disco - 63,17 m
- Bronzo agli Europei a squadre ( Braunschweig), lancio del disco - 62,81 m
- 9º all'Athletissima ( Losanna), lancio del disco - 62,09 m
- Oro al DécaNation ( Angers), lancio del disco - 62,54 m
- 4º al Rieti Meeting ( Rieti), lancio del disco - 62,25 m

2015
- Bronzo in Coppa Europa invernale di lanci ( Leiria), lancio del disco - 65,44 m